# Roland Müller (Skispringer)
Roland Müller (* 16. Dezember 1986 in Innsbruck) ist ein ehemaliger österreichischer Skispringer.

## Werdegang
Er lebt in Neustift im Stubaital und startet für den SV Innsbruck-Bergisel. Er wurde im Skigymnasium Stams ausgebildet. Der Sportsoldat debütierte Ende 2002 auf internationaler Ebene bei einem FIS-Springen in Hinterzarten, wo er den zweiten Platz belegte. Nur einen Monat später gewann er in Villach erstmals ein Springen. In Sollefteå gewann Roland Müller im Februar 2003 bei der Junioren-Weltmeisterschaft die Goldmedaille im Teamwettbewerb. Bis zum Januar 2004 wurde der Österreicher in FIS- und Continental-Cup-Veranstaltungen eingesetzt. Am 4. Januar debütierte er in seiner Geburtsstadt Innsbruck im Skisprung-Weltcup, erreichte als 43. aber nicht den Finaldurchgang. Das gelang ihm in seinem dritten Springen einen Monat nach seinem Debüt als 29. in Willingen. Sein bestes Ergebnis erreichte Müller 2008 als 15. im Rahmen der Vierschanzentournee 2007/08 in Bischofshofen. Müller gewann drei Alpencup-Wettkämpfe, vier FIS- bzw. FIS-Cup-Springen und sechs Wettbewerbe im Continental Cup. Letztmals trat er Ende 2009 international an.
Auf dem alten Vikersundbakken erzielte er bei einem zum Continental Cup zählenden Skifliegen im Jahr 2004 eine Weite von 219 Metern, die sieben Jahre lang als Schanzenrekord hielt und erst im Jahr 2011 übertroffen wurde, nachdem der Vikersundbakken zur weltgrößten Skiflugschanze umgebaut worden war.

## Erfolge

### Weltcup-Platzierungen
| Saison  | Platz | Punkte |
| ------- | ----- | ------ |
| 2003/04 | 77.   | 002    |
| 2004/05 | 91.   | 001    |
| 2006/07 | 68.   | 015    |
| 2007/08 | 55.   | 023    |